# Nigma gertschi
Nigma gertschi is een spinnensoort in de taxonomische indeling van de kaardertjes (Dictynidae).
Het dier behoort tot het geslacht Nigma. De wetenschappelijke naam van de soort werd voor het eerst geldig gepubliceerd in 1940 door Lucien Berland & Millot.